# Леб'яже (Красноуфімський міський округ)
Леб'я́же (рос. Лебяжье) — присілок у складі Красноуфімського міського округу (Натальїнськ) Свердловської області.
Населення — 40 осіб (2010, 43 у 2002).
Національний склад станом на 2002 рік: росіяни — 98 %.